# Antiga Casa dels Canonges de Santa Anna
L'Antiga Casa dels Canonges de Santa Anna és un edifici situat al carrer de Santa Anna, 27-29, catalogat com a bé cultural d'interès local.

## Història

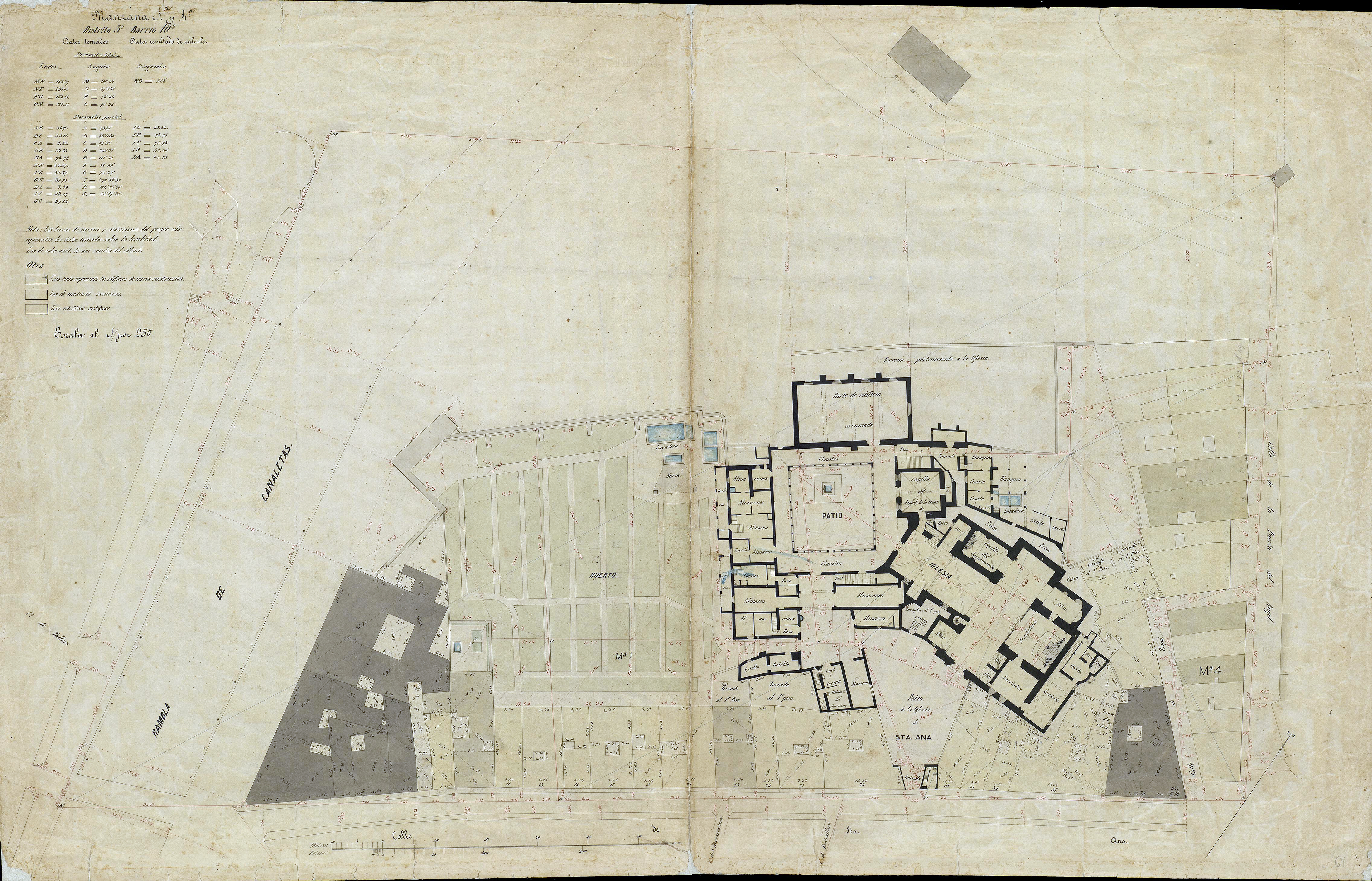
Quarteró núm. 67 de Garriga i Roca (c. 1860)

L'edifici original va ser construït probablement el segle xv com a residència dels canonges de la Col·legiata de Santa Anna. El 1787, el prior i els canonges el van establir en emfiteusi al flequer Antoni Andarió i Ester, que tot seguit va demanar permís per a reconstruir-lo amb planta baixa i quatre pisos, moment en què es van fer els esgrafiats. Segons les cartes de pagament atorgades el 1804, les obres van començar l'abril del 1788 i hi intervingueren el mestre de cases Manuel Serrallach i el fuster Oleguer Oliva.
Pels volts del 1930 va ser reformat i segurament es van renovar els balcons i refer els esgrafiats, ja que aquests no coincideixen amb la descripció de Comas del 1913.

## Descripció
Edifici de planta baixa, cinc pisos i terrat. A la planta baixa s'obren un seguit d'obertures, totes elles allindades excepte la d'un extrem esquerre que és d'arc rebaixat. La que se situa aproximadament al centre es correspon amb el portal d'entrada als habitatges. Al cantó dret hi ha una gran porta que fa de pas a la placeta que hi ha davant de l'església de Santa Anna; té els brancals i la llinda decorades amb nervadures que es creuen i petits capitells esculpits amb figures humanes i decoració vegetal. Per sobre la porta hi ha un guardapols que es recolza sobre mènsules decorades amb un escut i una creu patriarcal a l'interior. El pas és embigat i a l'altre banda la porta és d'arc rebaixat amb una mènsula esculpida.
Als pisos superiors les obertures segueixen un ritme regular seguint els mateixos eixos longitudinals. Es combinen portes amb finestres però totes elles són allindanades. A la primera planta hi ha un balcó corregut que va gairebé d'un cantó a l'altre de la façana, mentre que a la resta de pisos hi ha balcons individuals i dobles. El parament està decorat amb esgrafiats emmarcant les obertures i als espais lliures entre elles. Els motius representants són garlandes, medallons, elements vegetals i, a l'últim pis, figures humanes.
La façana està coronada per una cornisa aguantada per mènsules i sobre ella hi ha un frontó semicircular, al centre, i gerres de pedra. La façana posterior s'obre a la plaça que hi ha davant de l'església de Santa Anna. És de línies senzilles amb finestres de llinda emmarcades per pintura d'un color més clar que la de la resta de parament. Les cantonades estan decorades amb falsos carreus.